# Claudio Moreschini
Claudio Moreschini (Cesena, 17 novembre 1938) è un latinista e filologo classico italiano.
Si è occupato particolarmente di platonismo e di patristica. Ha studiato presso l'Università di Pisa e la Scuola Normale Superiore di Pisa, perfezionandosi poi ad Oxford con Eric Dodds ed Eduard Fraenkel.
Dal 1966 in poi ha ricoperto una serie di incarichi presso l'Università di Pisa, in particolare come Professore ordinario di Letteratura Latina, Professore ordinario di Letturatura Cristiana Antica e come direttore del Dipartimento di Filologia Classica. Ha collaborato con l'Istituto di Scienze Religiose di Trento e, successivamente, con l'Istituto Patristico Augustinianum di Roma.

## Pubblicazioni

### Libri
- Storia del pensiero cristiano tardo-antico, Bompiani 2013
- Manuale di letteratura cristiana antica greca e latina (con Enrico Norelli), Morcellania, 1999
- Storia della filosofia patristica, Morcelliana, 2004
- Introduzione a Gregorio Nazianzeno, Morcellania, 2006
- Filosofia e letteratura in Gregorio di Nazianzo, Vita e Pensiero, 1997
- Introduzione a Basilio il Grande, Morcelliana, 2005
- I padri cappadoci. Storia, letteratura, teologia, Città Nuova, 2008
- Storia dell'ermetismo cristiano, Morcelliana, 2000
- Antologia della letteratura cristiana antica greca e latina (con Enrico Norelli), Morcelliana, 1999

### Curatele
- Opere dogmatiche, Gregorio di Nissa, Bompiani
- Le storie-La guerra del Peloponneso, Erodoto-Tucidide, BUR